# Kalmunai
Kalmunai is een stad in de Oostelijke Provincie van Sri Lanka, in het district Ampara. De stad is gelegen aan de Indische Oceaan en had tijdens de volkstelling van 2001 94.457 inwoners.